# Ur (superkontinent)
Ur  var en superkontinent som bildades för 3 miljarder år sedan, under den tidiga arkeikumtiden, och tros vara en halv miljard år äldre än Arktika, men anses ha föregåtts av Vaalbara som existerande för 3,6 miljarder år sedan. Ur kolliderade senare med Nena och Atlantika för cirka en miljard år sedan, och bildade superkontinenten Rodinia. Ur fanns sedan kvar som egen landmassa tills den slets isär då Pangaea delades upp i Laurasia och Gondwana.

### Fotnoter
1. ↑  ”Supercontinents”. Gale Cengage/eNotes.com. 2003. Arkiverad från originalet den 1 november 2011. https://web.archive.org/web/20111101102026/http://www.enotes.com/earth-science/supercontinents. Läst 30 augusti 2014.
2. ↑  Elizabeth Zubritsky (1997). ”In the beginning, there was Ur”. Endeavors. http://endeavors.unc.edu/spr97/ur.html.